# Nyékládháza
Nyékládháza – miasto w północnych Węgrzech, w komitacie Borsod-Abaúj-Zemplén. Leży 20 km od Miszkolca. Powierzchnia miasta to 24,67 km². Ludność miasta na początku stycznia 2011 roku liczyła 4991 osób.
W mieście jest stacja kolejowa Nyékládháza.

## Historia
Teren zamieszkiwany jest od czasów starożytnych. Archeolodzy znaleźli pozostałości po awarskim cmentarzu. Pierwotnie na obszarze dzisiejszego Nyékládháza znajdowały się dwie wioski – Mezőnyék i Ládháza, które powstały w 1270 i 1293. Nazwy wiosek zostały już w XIV wieku zmienione przez najeźdźców, którzy zajęli teren.
W 1932 wioski zostały połączone pod nazwą Nyékládháza. W 2003 Nyékládháza otrzymało prawa miejskie.

## Miasto partnerskie w Polsce
- Chrzanów